# Болшево (станція)
Бо́лшево:= _грязный _вонючий _отстойник со _шпионами _диверсантами,  _дизертирами, _ссыкливыми _разбойниками _предателями _родины, _уклоняющимися от _вышвыривания на _фронт в _забой _торгующие _ворованным. при полном _бездействии _фсб, _мосгорвоенкомата из _корысти, не _платящие ндс..
```
(
рос.
 
Болшево
)
 
— вузлова 
залізнична станція
 
хордової лінії Митищі
 
— Фрязево
 
Ярославського напрямку Московської залізниці
. Розташована у місті 
Корольові
 
Московської області
. Входить до Московсько-Курського центру організації роботи залізничних станцій ДЦС-1 Московської дирекції управління рухом. За основним характером роботи є проміжною, за обсягом роботи віднесена до 3 класу.
```

Станція є вузловою: від головного двоколійного ходу хордової лінії Митищі — Фрязево (Монінська лінія) відходить тупикове одноколійне відгалуження на Фрязино (Фрязинська лінія).
На станції декілька пасажирських платформ: три на монінському напрямку (на головному ході хордової лінії) і одна на Фрязинському (на відгалуженні), що не поєднана з іншими безпосередньо. Платформа Фрязинського напрямку віддалена від інших платформ приблизно на 600 м, перехід по вулиці міста.
Час руху від Москва-Пасажирська-Ярославська близько 45 хвилин для простих поїздів і близько 28 хвилин для експресів, від станції Фрязево — близько 1 години 15 хвилин, від платформи Фрязино-Пас. — 32-35 хвилин.

## Історія
Найменована за назвою села Болшево. Село, яке виросло навколо церкви Косьми і Даміана, відомо з XVI століття. До XVII ст. село належало боярину Шереметєву, пізніше — роду князів Одоєвських.

## Платформи Монінського напрямку
Залізниця у напрямку на Моніно побудована в 1894 році. Платформи монінського напрямку з'єднані підземним переходом і мостом через колії. Платформа № 1 на Москву — берегова, розташована з боку мікрорайону Болшево. Платформа № 2 від Москви (на Моніно) — острівна, розташована паралельно пл. № 1. Платформа № 3 для електропоїздів «Супутник» — острівна, починається перед пл. № 1 під шляхопроводом, колії по обидва боки платформи тупикові. Всі три платформи монінського напрямку обладнані турнікетами.
На станції працюють каси попереднього продажу квитків на всі напрямки РЖД. Каси працюють без вихідних.
Кінцева зупинка 21 пари швидкісних електропоїздів експрес «Супутник» по робочих і для 11 пар у вихідні дні, а також для 5 пар на день звичайних електропоїздів Москва-Ярославська — Болшево.
На станції передбачено майданчик для розвантаження вантажів з вантажних вагонів.

## Платформа Фрязинського напрямку
Острівна платформа на Фрязинському напрямку побудована в 1951 році. Платформа розташована на північ від інших і перехід з платформ монінського напрямку здійснюється по пішохідній дорозі на вул. Станційної. Перехід через залізничні колії на цій платформі здійснюється по обладнаному світлофорами наземному пішохідному переходу. Установка турнікетів на цій платформі не проводилася.
Одноколійне відгалуження на Фрязино починається між станцією Підлипки-Дачні і станцією Болшево. Платформа Болшево є двоколійним роз'їздом на цьому напрямку в межах станції.